# Guariento

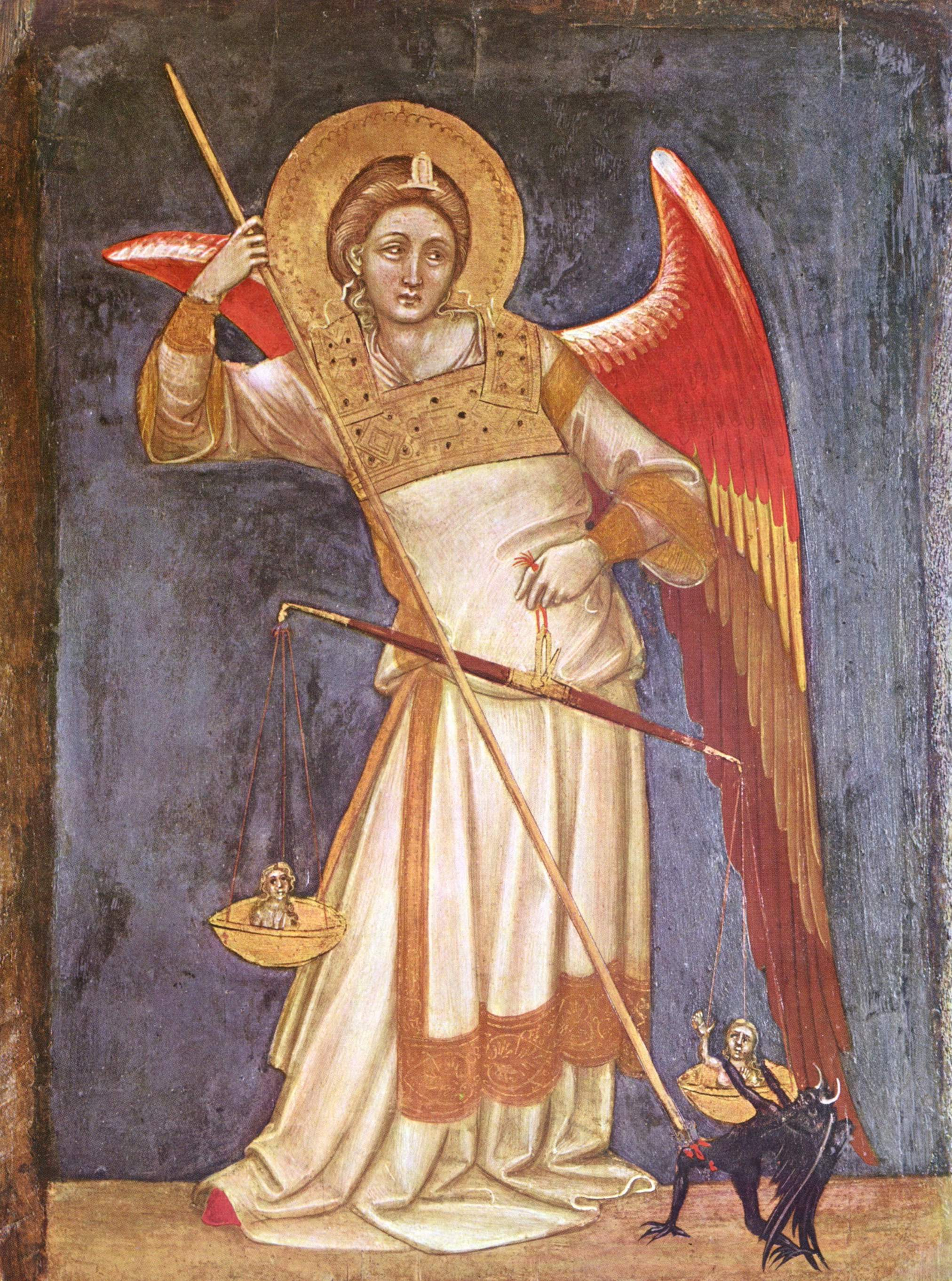
Angelo, Museo Civico di Padova

Guariento ou Guariento di Arpo ou mesmo Guerriero, foi o primeiro pintor de Pádua a se destacar no século XIV. 
Em 1355, foi convidado pela República de Veneza para pintar um Paraíso e a Guerra de Spoleto no Salão do Conselho da cidade. Esses trabalhos foram muito admirados na época, mas despareceram depois de várias repinturas. Seu trabalho em Pádua sofreu muitos danos. Na Igreja de Eremitani estão as alegorias dos planetas e, no coro, algumas histórias sagradas, como a Ecce Homo. 
Na galeria de Bassano del Grappa está a Crucificação, cuidadosamente executada, em um estilo que precede o de Cimabue. O pintor está enterrado na Igreja de San Bernardino, em Pádua.